# 杨天翔
杨天翔（1990年8月14日—），中国配音演员。毕业于中国农业大学。代表作有电影《妖猫传》的空海，电视剧《谈判官》中的谢晓飞、《老九门》的二月红、《九州·天空城》的风天逸，《古劍奇譚》的方兰生，动漫《狐妖小红娘》中的白月初、《全职高手》的蓝河等。现为配音团队729声工场成员。

## 电影

### 国产电影
2016年
- 《泡沫之夏》 欧辰 （罗仲谦 饰）

2017年
- 《游戏规则》	方杰 （黄子韬 饰）
- 《零界之艾力克斯》 屠皓南 （余泽龙 饰）
- 《妖猫传》 空海 （染谷将太 饰）

### 译制电影
2016年
- 《美国队长3》（美） 蜘蛛侠 （汤姆·赫兰德 饰）

2017年
- 《一条狗的使命》（美） 少年伊森 （KJ·阿帕 饰）
- 《金刚：骷髅岛》（美） 斯利夫科 （托马斯·曼恩 饰）
- 《火海凌云》（俄罗斯） 瓦列拉·曾琴科 （谢尔盖·罗曼诺维奇 饰）
- 《敦刻尔克》（英） 汤米 （芬恩·怀特海德 饰）
- 《金钱世界》（美） 约翰·保罗·盖蒂三世 （查理·普拉默 饰）

## 电视剧
2014年
- 《古剑奇谭》	方兰生/晋磊 （马天宇 饰）
- 《武媚娘传奇》 瑞安 （高远 饰）
- 《神雕侠侣》 陈玄风 （姚奕辰 饰）/郭破虏 （赵文浩 饰）
- 《镖门》 老三 （戴辉 饰）
- 《妻子的秘密》 宁雨轩 （关智斌 饰）
- 《拐个皇帝回现代》 叶嘉 （郭家豪 饰）

2015年
- 《秦时明月》 项少羽 （秦俊杰 饰）
- 《云中歌》 云翊 （敖翔 饰）
- 《班淑传奇》 寇丰 （米热 饰）
- 《琅琊榜》 谢弼 （匡牧野 饰）/祁王 （季晨 饰）
- 《少年四大名捕》 温无常 （马骙 饰）
- 《活色生香》 夏阿贵 （方文 饰）
- 《极品新娘》 余万全 （徐海乔 饰）
- 《逆光之恋》 莫彦 （米热 饰）
- 《盗墓笔记》	High少 （李晨浩 饰）

2016年
- 《老九门》 二月红 （张艺兴 饰）
- 《女医明妃传》 小马子 （李玮珽 饰）
- 《九州·天空城》 风天逸 （张若昀 饰）
- 《幻城》 绿昭 （秦勇 饰）
- 《青云志》 李洵 （朴铄 饰）
- 《屏里狐》 余琰 （罗云熙 饰）
- 《苏染染追夫记》 秦朗 （孙玮伦 饰） /苏睿 （欧崇阳 饰）
- 《又拐个皇帝回现代》 叶波 （刘明瓉 饰）
- 《灵魂摆渡》 田野 （贺鹏 饰）
- 《器灵》 刘明睿 （陈若轩 饰）
- 《绝命后卫师》 赖骄骄 （夏志远 饰）

2017年
- 《射雕英雄传》 欧阳克 （刘智扬 饰）
- 《三生三世十里桃花》 白真 （于朦胧 饰）
- 《大唐荣耀》 叶护 （赵东泽 饰）
- 《择天记》 苟寒食 （冯荔军 饰）
- 《思美人》 仓云 （贾宗超 饰）
- 《楚乔传》 萧策 （邓伦 饰）
- 《上古情歌》 函晏 （崔航 饰）
- 《轩辕剑之汉之云》 朝云 （张云龙 饰）
- 《求婚大作战》 严小赖 （张艺兴 饰）
- 《开封府传奇》 张子荣 （郑斯仁 饰）
- 《独步天下》 多尔衮 （屈楚萧 饰）
- 《寒武纪》 捡子 （侯明昊 饰）
- 《云巅之上》 古川 （韩立 饰）
- 《愉此一生》 柳余绍 （刘亦宸 饰）
- 《拜托！别黑我！》 白小鹏 （杨孟霖 饰）
- 《我与你的光年距离》 顾世一 （宋威龙 饰）
- 《总裁误宠替身甜妻》 顾西城 （何明翰 饰）
- 《假凤虚凰》 苏域 （刘济恺 饰）
- 《最佳女配》 陈婴 （杨凯程 饰）
- 《亲爱的王子大人》 周奕然 （陈子由 饰）
- 《灵魂摆渡》 杨铁祥 （杨天翔 饰）
- 《艳骨》 掠影 （佟梦实 饰）
- 《不负如来不负卿》 弗哈提婆/小弗 （杨廷东 饰）

2018年
- 《谈判官》 谢晓飞 （黄子韬 饰）
- 《飘香剑雨》 钟静 （高广泽 饰）
- 《东山晴后雪》 韩东山 （刘冬沁 饰）
- 《烈火如歌》 雷惊鸿 （张赫 饰）
- 《单恋大作战》 胡理山 （孔垂楠 饰）
- 《内衣先生》 陈家静 （史磊 饰）
- 《初遇在光年之外》 黄小光 （李政军 饰）
- 《限定24小时》 黎昕 （李宏毅 饰）
- 《鸣鸿传》 马中南 （郑棠元 饰）
- 《斗破苍穹》 夜岚 （陈泽希 饰）
- 《香蜜沉沉烬如霜》 燎原君/秦潼 （张钧然 饰）
- 《回到明朝当王爷之杨凌传》 莫清河 （李昕亮 饰）
- 《唐砖》 云烨/云不器 （王天辰 饰）
- 《千门江湖之诡面疑云》 陈一鸣 （李岱昆 饰）
- 《喜欢你时风好甜》 施浪 （孙克杰 饰）

2019年
- 《招搖》厲塵瀾／墨青（許凱 飾）
- 《骨语》英鸣（张家鼎 饰）
- 《梦回》十四阿哥（允禵）(辛云来 饰)
- 《绝世千金》江轩宇（余凯宁 饰）

2020年
- 《热血同行》额尔吉·崇利明 (黃子韜 饰)
- 《忘记你，记得爱情》单俊皓 (金泽 饰)
- 《从结婚开始恋爱》鹿亦尧 (金泽 饰)
- 《韫色过浓》周时韫 (丁禹兮 饰)

## 动画
2014年
- 《魁拔妖侠传》 泉
- 《神秘世界历险记2》 米粒
- 《沃土》（法） 提斯特本

2015年
- 《狐妖小红娘》 白月初、弱雞
- 《黑白无双》 姚仁举
- 《拖拉机司机》 朴黄眉
- 《西游记的故事2》 唐僧
- 《桂宝之爆笑闯宇宙》 阿芹

2016年
- 《时空使徒》 陈锋
- 《一课一练》 JUN
- 《东郭小节》 墨子轩
- 《菊叔5岁画》 豆豆
- 《君临臣下》 公孙
- 《灵契》 司徒律
- 《狠西游》 大熊
- 《魔晶猎人》 启
- 《超神学院之黑甲》 安康康
- 《神秘世界历险记3》 兔子
- 《樱桃小丸子：来自意大利的少年》（日） 永泽
- 《航海王之黄金城》（日） 路飞

2017年
- 《全职高手》 蓝河
- 《银之守墓人》 蓝绍
- 《降灵记》 栖韵川
- 《枪神记》 修
- 《雄兵连》 赵信
- 《星游记之风暴法米拉》 乙太
- 《十万个冷笑话2》 买了神灯的人
- 《冰雪大作战》（加） 丹尼尔

2018年
- 《我的逆天神器》湛盧
- 《小綠和小藍》永樂

2019年
- 《魔道祖师》 金光瑶
- 《白蛇：缘起》 阿宣
- 《名偵探柯南：紺青之拳》 里希・拉馬納森

2020年
- 《歷師》除夕
- 《我家大師兄是個反派》東方蕪穹
- 《凡人修仙傳》厲飛雨
- 《名侦探柯南》米仓功人————

2021年
- 《新神榜：哪吒重生》 李云祥 / 哪吒
- 《白蛇2：青蛇劫起》 许仙
- 《兩不疑》徐鈞
- 《時光代理人》陸光
- 《大王饒命》呂樹
- 《名偵探柯南》萩原研二

## 游戏

### 单机游戏
- 《仙剑奇侠传五前传》 齐少琮
- 《仙剑奇侠传六》 居十方
- 《神舞幻想》 祸天[4]
- 《仙剑奇侠传七》 修吾

### 网络游戏
- 《天下3》 羟

### 手机游戏
- 《新仙剑奇侠传》 土怪、地痞、家丁
- 《仙剑奇侠传五前传》 玄火
- 《仙剑奇侠传online》 总捕头
- 《轩辕剑三》 赛特
- 《梦间集》 君子剑、齐眉棍
- 《天龙八部》 慕容复
- 《射雕英雄传》 欧阳克
- 《三国志2017》马超、关兴
- 《时之扉》艾伦
- 《决战平安京》 判官
- 《狐妖小红娘》 白月初
- 《自由幻想》 吕洞宾
- 《择天记》 苟寒食
- 《最终王冠》 麦克斯
- 《食物语》 德州扒鸡、扬州炒饭
- 《未定事件簿》 陸景和
- 《狼人杀》乌鸦、定序王子

### VR游戏
- 《仙剑奇侠传VR》 李逍遥

## 广播剧
2015年
- 《芈月传》 甘茂、缪辛

2017年
- 《杀破狼》 长庚
- 《开封奇谈》 白锦堂
- 《小王子》 火山哥哥
- 《相见欢》 蔡闫
- 《不死者》 郭伟翔

2018年
- 《默读》 费渡

2019年
- 《默读》第三季 费渡

2020年
- 《鬢邊不是海棠紅》第一季 商細蕊

2021年
- 《鬢邊不是海棠紅》第二季 商細蕊

2022年
- 《时光代理人》陸光